# Krymplings (album)
Krymplings är ett musikalbum av punkbandet Krymplings släppt 1994 på Beat Butchers. Skivan är producerad av Christian Edgren och Johan Johansson.
Gruppens medlemmar, som för övrigt är sångarna från banden De lyckliga kompisarna, Coca Carola, Charta 77, Dia Psalma och Köttgrottorna, har följande namn i skivkonvolutet:
- Per Martin Krympling - Sång och trummor (alltså Mart Hällgren, De Lyckliga Kompisarna)

- Curt Erik Thorwald Krympling - Sång och gitarr (alltså Curre, Coca Carola)

- Hans Mikael Krympling - Sång och gitarr (alltså Ulke, Dia Psalma)

- Per Anders Krympling - Sång och gitarr (alltså Per Granberg, Charta 77)

- Per Stefan Krympling - Sång och bas (alltså "Mongo", Köttgrottorna)

## Låtarna på albumet
1. Drömprinsessorna
2. Masturbation Blues
3. Burkluft
4. Mopeden
5. Herr Chaufför
6. Karlavagnen
7. The Lok Of Love
8. Tommy Värsting
9. Jag Vill Ha En Slav
10. Ni Blir Aldrig Av Med Oss
11. Dunken